# Jessie Nelson
Jessie Nelson (* 2. Juni 1955 in Los Angeles County, Kalifornien) ist eine US-amerikanische Filmproduzentin, Filmregisseurin und Autorin.

## Biografie
Nelson besuchte die University of California in Santa Cruz. Ihre filmische Karriere nahm ihren Anfang bei der experimentellen Theatergruppe Mabou-Mines am Public Theatre in New York, später trat sie in dem Theaterprogramm Shakespeare in the Park auf.
Erstmals Regie führte Nelson 1990 in dem preisgekrönten Kurzfilm To the Moon, Alice, für den sie auch das Drehbuch schrieb. Chris Cooper war in der Hauptrolle des Filmes zu sehen, der Teil einer Fernsehsendung für den Kabelfernsehsender Showtime und dessen Reihe „The Showtime 30-Minute Movies“ war. In der 1993 veröffentlichten Filmkomödie Liebling, hältst Du mal die Axt? von Thomas Schlamme trat Nelson in einer kleineren Rolle als Ralph auf. Bei der Filmkomödie Corrina, Corrina von 1994 mit Whoopi Goldberg in der Titelrolle führte Nelson erstmals Regie bei einem Film in Spielfilmlänge, zudem schrieb sie das Drehbuch und trat gemeinsam mit Paula Mazur und Steve Tisch als Produzentin auf. Die Filmhandlung wurde von Nelsons eigenem Lebenslauf beeinflusst. Bei dem 1998 erschienenen Filmdrama Seite an Seite mit Julia Roberts, Susan Sarandon und Ed Harris war Nelson am Drehbuch beteiligt. Die Geschichte dreht sich um einen geschiedenen Anwalt, der mit einer wesentlich jüngeren Frau zusammenlebt, gegen die nicht nur seine Kinder opponieren. Als die Mutter der Kinder die Diagnose Krebs erhält, wendet sich das Blatt.     
Ich bin Sam, ein Filmdrama, das 2001 in die Kinos kam, entstand ebenfalls unter der Regie von Jessie Nelson. Sie schrieb zudem gemeinsam mit Kristine Johnson das Drehbuch und war neben Marshall Herskovitz an der Produktion des Films beteiligt. Sean Penn und Michelle Pfeiffer übernahmen die Hauptrollen in der Geschichte um den geistig zurückgebliebenen Sam Dawson, der um das Sorgerecht für seine Tochter Lucy kämpft. Der Film erhielt mehrere Auszeichnungen. Für Michael Lehmanns Filmkomödie Von Frau zu Frau von 2007 schrieb Nelson zusammen mit Karen Leigh Hopkins das Drehbuch. Eine überfürsorgliche Mutter, gespielt von Diane Keaton, schaltet für ihre jüngste Tochter eine Internet-Anzeige, um die Bewerber dann selbst in Augenschein nehmen zu können. Mit Diane Keaton arbeitete Nelson für den 2015 erschienenen Weihnachtsfilm Alle Jahre wieder – Weihnachten mit den Coopers erneut zusammen.
Jessie Nelson ist mit dem Filmregisseur Bryan Gordon verheiratet. Ihre gemeinsame Tochter Molly Gordon ist ebenfalls als Schauspielerin tätig.

## Filmografie (Auswahl)
- 1987: Daniel and the Towers (Fernsehfilm; Autorin)
- 1988: Tucker (Tucker: The Man and His Dream; Schauspielerin)
- 1990: To the Moon, Alice (Kurzfilm; Regie, Autorin)
- 1993: Liebling, hältst Du mal die Axt? (So I Married an Axe Murderer, Schauspielerin)
- 1994: Corrina, Corrina (Regie, Drehbuch, Produktion)
- 1996: Chicago Hope: Endstation Hoffnung (Fernsehserie, Folge Women on the Verge; Autorin)
- 1997: Emergency Room – Die Notaufnahme (ER; Fernsehserie, Folge Ambush; Schauspielerin)
- 1998: Seite an Seite (Stepmom; Drehbuch)
- 1999: An deiner Seite (The Story of Us; Drehbuch, Produktion, Schauspielerin)
- 2001: Ich bin Sam (I am Sam; Regie, Drehbuch, Produktion)
- 2005: Earth to America (Fernsehspecial; Autorin)
- 2007: Von Frau zu Frau (Because I Said So; Drehbuch, Produktion)
- 2007: Die Gebrüder Weihnachtsmann (Fred Claus; Story, Produktion)
- 2012: Wie beim ersten Mal (Hope Springs; Ausführende Produzentin)
- 2015: Mr. Collins’ zweiter Frühling (Danny Collins; Produktion)
- 2015: Alle Jahre wieder – Weihnachten mit den Coopers (Love the Coopers; Regie, Produktion)
- 2017: Lass es, Larry! (Curb Your Enthusiasm, Fernsehserie, Folge Namaste; Regie)
- 2020: Little Voice (Fernsehserie, 9 Folgen; Autorin + Musik, bei 5 Folgen auch Regie)
- 2022: Disenchanted (Drehbuch)

## Auszeichnungen (Auswahl)
- 2002  PGA-Awards
  - Ausgezeichnet mit dem Stanley Kramer Award gemeinsam mit Edward Zwick, Marshall Herskovitz und Richard Solomon für und mit Ich bin Sam
- 2002 Humanitas-Preis
  - nominiert für den Humanitas Prize in der Kategorie Spielfilm mit Ich bin Sam gemeinsam mit Kristine Johnson
- Cairo International Film Festival
  - Ausgezeichnet mit dem Naguib Mahfouz Award in der Sparte „Bestes Erst- oder Zweitwerk“ für und mit Ich bin Sam
  - nominiert für den Preis „Golden Pyramid“ für und mit Ich bin Sam
- NAACP Image Award
  - nominiert für den Image Award in der Kategorie „Herausragendes Drehbuch in einer Dramaserie“ gemeinsam mit Jessica Lamour und Sara Bareilles für und mit der Episode Little Voces: Love Hurts.